# Je ne vous oublie pas
Je ne vous oublie pas è una canzone registrata dalla cantante canadese Céline Dion, inclusa come primo inedito nel greatest hits On ne change pas (2005). Il brano, scritto e prodotto da Jacques Veneruso, fu pubblicato come primo singolo promozionale dell'album in Canada il 27 settembre 2005 e in Europa il 3 ottobre 2005.
Il disco raggiunse il secondo posto della classifica francese e fu certificato disco d'argento.

## Descrizione

### Antefatti e contenuti
I testi scritti da Jacques Veneruso, autore con cui Céline aveva lavorato per il suo precedente album francese 1 fille & 4 types, affermò che la canzone è una dedica a tutti i fan della Dion, una sorta di dichiarazione d'amore. La produzione del brano fu curata dallo stesso Veneruso con la collaborazione di Patrick Hampartzoumian.
Il CD singolo distribuito in Europa includeva come tracce secondarie una versione strumentale del brano e una versione di Sous le vent cantata in duetto da Céline e da Les 500 Choristes.
Il videoclip musicale è stato girato nel luglio 2005 all'Imperial Theatre di Montréal diretto da Didier Kerbrat e pubblicato nel settembre 2005.
Je ne vous oublie pas ottenne una nomination ai Félix Award del 2006 nella categoria Migliore canzone dell'anno.

### Successo commerciale
Il singolo raggiunse la posizione numero 2 in Francia e ottenne anche la certificazione di disco d'argento per la vendita di oltre 100 000 copie. Je ne vous oublie pas raggiunse la top ten anche in Belgio Vallonia (numero 4) e in Québec (numero 2).

### Interpretazioni dal vivo e pubblicazioni
Céline Dion visitò la Francia nell'ottobre 2005 per promuovere il suo nuovo album ed il singolo Je ne vous oublie pas in vari spettacoli televisivi come Hit Machine, L'ecole Des Fan, Les Disques D'Or, Star Academy.
Je ne vous oublie pas fu eseguita dal vivo da Céline in duetto con Les 500 Choristes. Questa performance fu registrata e inserita nell'album Les 500 Choristes Avec... (2006).
La canzone fu inserita nella scaletta della Tournée Européenne 2013 di Céline Dion, come brano di introduzione per i suoi concerti.

## Tracce
CD Singolo Promo (Canada) (Columbia: 82876729012)
1. Je ne vous oublie pas – 3:35 (Jacques Veneruso)

CD Singolo (Europa) (Columbia: 82876727572)
1. Je ne vous oublie pas (Veneruso)
2. Sous le vent (feat. Les 500 Choristes) (Veneruso)
3. Je ne vous oublie pas (Version Instrumentale) (Veneruso)

## Versioni ufficiali
- Je ne vous oublie pas (Album Version) – 3:35
- Je ne vous oublie pas (feat. Les 500 Choristes) – 3:34
- Je ne vous oublie pas (Version Instrumentale) – 3:35

## Classifiche

### Classifiche settimanali
| Classifica (2005)                        | Posizione massima raggiunta |
| ---------------------------------------- | --------------------------- |
| Belgio Fiandre (Ultratip Bubbling Under) | 9                           |
| Belgium Vallonia (Ultratop 50)           | 4                           |
| Canada (R&R Canada - AC Top 30)          | 23                          |
| Europa (Eurochart Hot 100 Singles)       | 8                           |
| Francia (SNEP)                           | 2                           |
| Québec (ADISQ)                           | 2                           |
| Svizzera (Schweizer Hitparade)           | 21                          |

### Classifiche di fine anno
| Classifica (2005)                                        | Posizione |
| -------------------------------------------------------- | --------- |
| Belgio Vallonia (Ultratop Singles rapports annuels 2003) | 41        |
| Francia (SNEP, Classement Singles - année 2005)          | 30        |